# Karamaru Chindouchuu
Inside of the Karamaru (カラ丸珍道中 lit. "Karamaru Chindouchuu"?) es un videojuego de acción publicado para el ordenador MSX en el año 1985 en Japón por HAL Laboratory. Es un juego en el que el jugador controla a un pájaro que sobrevuela el mapa de Japón y debe evitar a pájaros enemigos.